# Parsonsia lilacina
Parsonsia lilacina är en oleanderväxtart som först beskrevs av Ferdinand von Mueller, och fick sitt nu gällande namn av Markgraf. Parsonsia lilacina ingår i släktet Parsonsia och familjen oleanderväxter. Inga underarter finns listade i Catalogue of Life.